# Tương Lam kỳ
Tương Lam kỳ (tiếng Mãn: ᡴᡠᠪᡠᡥᡝ
ᠯᠠᠮᡠᠨ

Tương Lam kỳ

ᡤᡡᠰᠠ, Möllendorff: kubuhe lamun gūsa, Abkai: kubuhe lamun gvsa, tiếng Trung: 鑲藍旗; tiếng Anh: Bordered Blue Banner) là một kỳ trong chế độ Bát Kỳ của Thanh triều và được quản lý bởi Kỳ chủ, lấy cờ sắc xanh viền đỏ mà gọi tên, cùng với Chính Hồng kỳ, Tương Hồng kỳ, Tương Bạch kỳ và Chính Lam kỳ tạo thành Hạ Ngũ kỳ.

## Thông tin
| Binh lực                                                         | Tổng nhân khẩu | Kỳ chủ           | Lĩnh chủ                         |
| ---------------------------------------------------------------- | -------------- | ---------------- | -------------------------------- |
| 87 Tá lĩnh, 1 bán phân Tá lĩnh, binh lực ước chừng 37,000 tả hữu | Khoảng 250,000 | Trịnh Thân vương | Cung Thân vương Khánh Thân vương |

## Danh nhân thuộc Tương Lam kỳ
- A Mẫn
- Tế Nhĩ Cáp Lãng
- An Phí Dương Cổ
- Ngạc Nhĩ Thái
- Cương Nghị
- Túc Thuận
- Đoan Hoa
- Cố Thái Thanh
- Mục Chương A
- Cao Tông Du Quý phi
- Thượng Khả Hỷ
- Kế Hoàng hậu